# Fondation pour la protection des habitats de la faune sauvage
La Fondation pour la préservation de la nature (anciennement Fondation pour la protection des habitats français de la faune sauvage), est basée à Issy-les-Moulineaux. Elle a été créée en 1983 par les chasseurs et est dédiée à l'achat de milieux naturels ou semi naturels à des fins de conservation. Son financement est assuré par les fédérations départementales des chasseurs et par des donations privées. Elle est parfois nommée « Fondation des chasseurs ».

## Historique
À la fin des années 1970, alors que les lois sur la protection de la nature émergent en France (1976), quelques présidents de fédérations estiment qu'il serait souhaitable que les chasseurs puissent eux-mêmes acheter des milieux pour les protéger et ont « l'idée d'instituer un fonds « protection de la nature » dédié à des acquisitions foncières ». La Fondation nationale pour la protection des habitats français de la faune sauvage est alors créée avec comme tête pensante Jacques Hamelin (par ailleurs président de l'Union nationale des présidents de fédérations départementales des chasseurs). Elle est reconnue d'utilité publique et active en 1983. Son titre et ses statuts ont été modifiés une première fois par arrêté du 16 décembre 2005, puis une seconde fois par arrêté du 9 septembre 2024.
En 2012, la Fondation a acquis près de 6 500 hectares de milieux (zones humides essentiellement) dans 70 départements. Le lac de Grand-Lieu en Loire-Atlantique est considéré comme le plus bel élément de ce patrimoine.

## Gouvernance
Cette fondation est actuellement[Quand ?] présidée par Christian Lagalice, président de la fédération départementale des chasseurs du Jura. Elle est administrée par un conseil d'administration de 12 membres répartis entre le collège des fondateurs (quatre présidents de fédérations départementales dont le président national), le collège des partenaires institutionnels (le directeur général de l'Office français de la biodiversité ou son représentant et le directeur général de la Fondation François-Sommer ou son représentant) et le collège des personnalités qualifiées (6 personnes).

## Objectifs
1. Acquérir des milieux naturels remarquables et menacés (les zones humides sont les plus concernées) ;
2. Réhabiliter ces milieux par le biais des fédérations départementales des chasseurs, gestionnaires des sites de la Fondation ;
3. Transmettre aux générations futures un patrimoine naturel préservé.

## Résultats
Depuis 1983, la Fondation a acquis 270 sites dans 70 départements français, représentant près de 6 500 hectares.
Parmi ses principales acquisitions : une partie du lac de Grand-Lieu en Loire-Atlantique (réserve naturelle régionale), le lac de Chambly dans le Jura (espace naturel sensible), le marais noir en Ille-et-Vilaine (labellisé Territoire de faune sauvage), la Saligue aux oiseaux dans les Pyrénées-Atlantiques (ENS), la ferme de Choisy en Vendée (réserve naturelle régionale), la vallée des Beunes en Dordogne.

## Modes d'action
La Fondation achète des terrains à la demande des fédérations départementales des chasseurs, qui, chacune dans leur département et grâce à leur service technique, ont une bonne connaissance des sites à enjeux en vente au sein de leurs périmètres d'action. Les demandes d'acquisition sont instruites par le comité Territoires de la Fondation et sont présentées devant le conseil deux fois par an, au printemps et à l'automne. La gestion des territoires acquis est confiée aux fédérations départementales des chasseurs.
Les recettes de la Fondation proviennent principalement des donations des chasseurs via leurs fédérations départementales, mais également de donateurs privés via des appels à la générosité publique. De plus en plus, des partenaires financiers viennent soutenir les acquisitions de la Fondation : les agences de l'eau pour les territoires situés en zones humides et les collectivités territoriales, principalement les conseils régionaux et départementaux.